# ポー・カレン族
ポー・カレン族（ポー・カレンぞく、Pwo Karen people）は、カレン族のサブグループである。ミャンマーおよびタイを中心に居住する。自称はプロン（Plone、東部ポー・カレン語: Phlong:、西部ポー・カレン語: Phlong）。1993年時点でのカレン族の人口は286万人であり、その半数近くがポー・カレン族である可能性が高い。

## 民族と言語

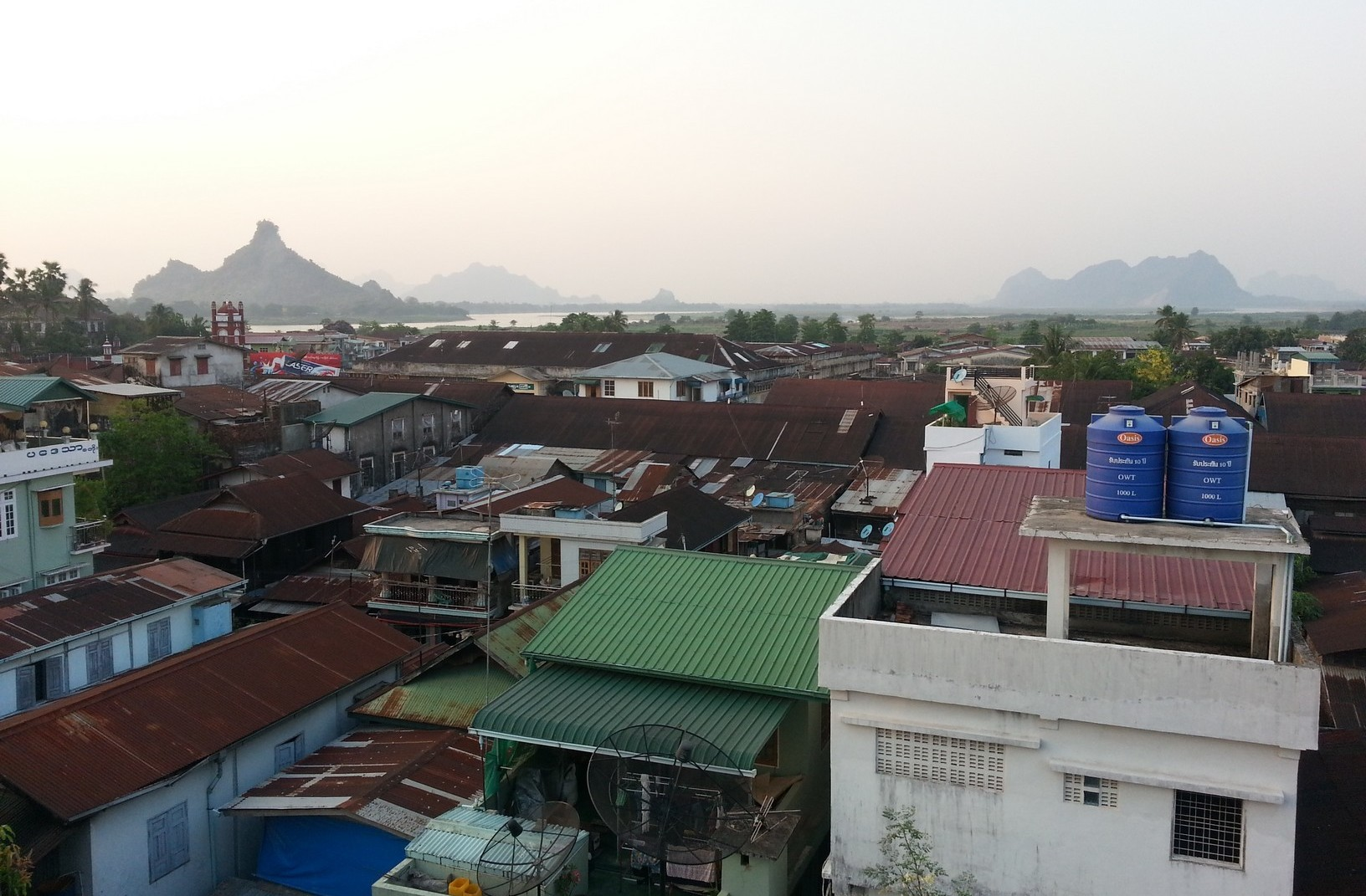
パアンの町並み（2012年）

ポー・カレン語（東部ポー・カレン語および西部ポー・カレン語）を用いる。東部ポー・カレン語はカレン州・モン州・タニンダーリ地方域で用いられ、カレン州都であるパアンの主要言語でもある。一方の西部ポー・カレン語は、エーヤワディ・デルタで用いられる。両ポー・カレン語は方言レベルで類似しているものの、声調の差異などのため、相互理解可能性は薄い。さらに、これらの言語とも相互理解性可能性を欠く言語として、モン州ビリン郡区で用いられるトークリバン・ポー・カレン語（Htoklibang Pwo Karen）および北部ポー・カレン語が報告されている。
ポー・カレン語の主要な表記法としては、仏教ポー・カレン文字とキリスト教ポー・カレン文字が知られている。前者はおそらくはモン文字から自然発生したものであり、加藤昌彦は発音と表記の対応からして、18世紀から19世紀にかけてつくられたものであろうと推測している。後者は、宣教師のジョナサン・ウェイド（Jonathan Wade）が東部ポー・カレン語訳聖書を翻訳する際に制作した表記体系である。東西ポー・カレン語間には規則的な音韻対応があるため、西部ポー・カレン語話者も東部ポーカレン語聖書を用いている。
ミャンマーにおいては、ポー・カレン族とスゴー・カレン族の2グループにより、カレン族が構成されると考えられることが多い。池田一人は、「多様な偏差を含んでまとまりのなかった」カレン諸語のなかで、ポー・カレン語とスゴー・カレン語の正書法がいちはやく確立されたことが、「カレンという民族を構成すべき2大要素としてスゴーとポーという下位語族があるという観念」を構築していったと論じている。また、加藤は、数あるカレン諸語のなかでもポー・スゴーの両語は言語学的にとりわけ近い関係にあり、この2つの言語を中心として「カレン族」の概念が確立されていったことは妥当であるとも述べている。

## 文化

### 宗教

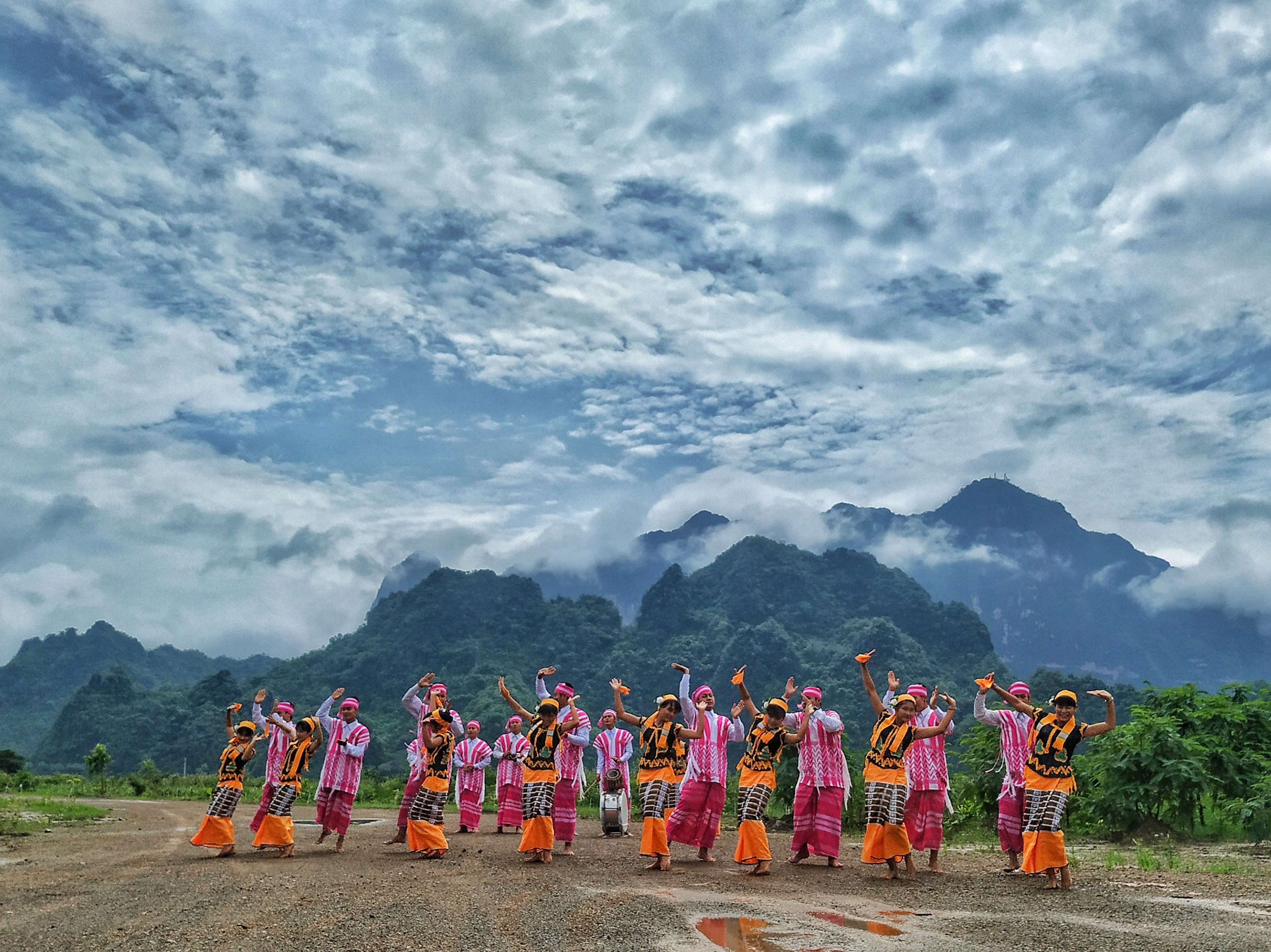
ドン・ダンス（2018年）

カレン族の仏教徒にはスゴー・カレン族もいるものの、ポー・カレン族の存在感が大きい。カレン州の平野部は仏教徒であるモン族との関わりも深く、19世紀中葉に仏教ポー・カレン文字で書かれた貝葉が残されている。カレン仏教の中心地はパアン地方であり、パガン王朝時代にタトンでモンの王に仕えていたというプーダイコーなる人物が、大蔵経をポー・カレン語に略したとされている。また、仏教の定着については、18世紀のポー・カレン族僧侶であるプー・タマイッ（Phu Ta Maik）の尽力によるものであるとされるが、いずえも伝説に近いものであり、正確なところは不明である。また、同人物は仏教ポー・カレン文字の発明者であるとも考えられている。キリスト教の布教は19世紀にはじまり、1852年にポー・カレン語の聖書が刊行されている。

### ドン・ダンス
ポー・カレンの文化としては、ドン・ダンス（Don dance）がある。男女が隊列を組んで踊る民族舞踊であり、コミュニティの連帯を深める方法として発展していった。この舞踊はカレン族全体の文化的象徴ともみなされるようになり、スゴー・カレン族の踊り手も現れるようになっている。